# Levi Leipheimer
Levi Leipheimer (nascido a 24 de Outubro de 1973 em Butte, Montana) foi um ciclista profissional norte-americano.
Os seus principais resultados até à data são: 1º lugar no Dauphiné Libéré 2006, 1º lugar na Volta da Alemanha em 2005, 3º lugar na Vuelta a España 2001, e 3 finais em top-ten na classificação geral do Tour de France.
Em 2007,ganhou o último contra-relógio do Tour de France na penúltima etapa da competição,consolidando o seu 3ºlugar na classificação geral e consequente presença no pódio da corrida velocipédica.
Ele vive actualmente em Santa Rosa, California, com a sua mulher Odessa.

## Carreira
Levi Leipheimer começou a sua carreira como ciclista profissional na Saturn, em 1996, uma equipa dos Estados Unidos de pequena dimensão. Continuou nessa equipa até 1999. No ano seguinte juntou-se à US Postal, equipa de Lance Armstrong e Johan Bruyneel. No entanto, separou-se desta equipa no final de 2001, juntado-se à Rabobank. Aqui correu durante três anos, de 2002 até 2004 inclusive. Após três anos na Holanda, Leipheimer mudou-se para a Gerolsteiner, onde permaneceu até 2006. Juntou-se, no ano seguinte, à Discovery Channel. Com o fim desta, Levi acompanhou o resto da equipa para a Astana. No final de 2009, o ciclista americano acompanhou Bruyneel e Armstrong para a formação recém-formada Team RadioShack.

## Resultados
2000 - US Postal
- Circuit Franco-Belge
  - 1º, Etapa 2a (C.R.)

2001 - US Postal
- Redlands Classic
  - 6º, Classficação Geral
    - 2º, Prólogo
    - 2º, Etapa 2 (C.R.)
    - 1º, Etapa 5

- Sea Otter Classic
  - 6º, Classificação Geral
    - 1º, Etapa 1a (C.R.)

- Volta à Espanha
  - 3º, Classificação Geral

2002 - Rabobank
- Route du Sud
  - 1º, Classificação Geral
    - 1º, Etapa 3 (C.R.)

- Volta à França
  - 8º, Classificação Geral